# Moorreesburg
Moorreesburg est un village situé à environ 90 kilomètres au nord du Cap, dans la province du Cap-Occidental en Afrique du Sud. 

## Histoire
Il fut établi en 1879 sur la ferme Hooikraal, a été administré par un conseil de gestion de village à partir de 1882 avant d'obtenir le statut de municipalité en 1909. Aujourd’hui, il fait partie de la municipalité locale de Swartland, qui fait elle-même partie de la municipalité de district de la Côte Ouest. La ville est le siège du gouvernement de la municipalité de district de la Côte Ouest.
Moorreesburg doit son nom à J.C. le Febre Moorrees (1807-1885), ministre de la congrégation de Swartland de l'Église réformée hollandaise (Afrique du Sud) de 1833 à 1881. 

## Géographie
Moorreesburg se trouve juste à côté de la route nationale N7, à une distance de 100 kilomètres du Cap. La route régionale R311 traverse également la ville, tout comme la ligne de chemin de fer de la Côte ouest. Il y a deux écoles primaires publiques, une école secondaire publique, une bibliothèque, un poste de police, un tribunal et une clinique.

## Économie
La ville est un important centre logistique et de transformation pour le blé et l’avoine, deux cultures qui sont largement cultivées dans les environs. L’importance de l’industrie du blé pour la ville est le sujet du Musée du blé de Moorreesburg.